# UFC Fight Night: Rozenstruik vs. Sakai
UFC Fight Night: Rozenstruik vs. Sakai (también conocido como UFC Fight Night 189, UFC on ESPN+ 47 y UFC Vegas 28) fue un evento de artes marciales mixtas producido por Ultimate Fighting Championship que tuvo lugar el 5 de junio de 2021 en las instalaciones de UFC Apex en Enterprise, Nevada, parte del área metropolitana de Las Vegas, Estados Unidos.

## Antecedentes
El combate de peso pesado entre Jairzinho Rozenstruik y Augusto Sakai fue el combate principal del evento.
Amanda Ribas enfrentaría a la exCampeona de Peso Paja de Invicta FC, Angela Hill en UFC on ESPN: Rodriguez vs. Waterson, pero se pospuso debido a que Ribas dio positivo por COVID-19. Entonces se esperaba que se encontraran en este evento. Dos semanas más tarde, el combate se descartó de nuevo, ya que Ribas seguía sufriendo los síntomas persistentes del COVID-19.
Se esperaba que Alessio Di Chirico se enfrentara a Roman Dolidze en un combate de peso medio en el evento. Sin embargo, Di Chirico se retiró a mediados de mayo por una lesión. Fue sustituido por Laureano Staropoli.
Se esperaba un combate de peso medio entre Duško Todorović y Maki Pitolo. Sin embargo, Pitolo se retiró por una lesión. Todorović se enfrentó en cambio al recién llegado, Gregory Rodrigues.
Se esperaba que Nate Landwehr y Makwan Amirkhani se enfrentaran en un combate de peso pluma. Debido a una lesión, Landwehr se retiró del combate y fue sustituido por Kamuela Kirk.
Maryna Moroz enfrentaría a Manon Fiorot en un combate de peso mosca. Sin embargo, Moroz se retiró del evento por razones no reveladas y fue sustituida por la recién llegada Tabatha Ricci.
Se esperaba que el combate de peso mediano entre Tom Breese y Antônio Arroyo abriera la cartelera, pero se canceló justo antes de celebrarse, ya que Breese tenía problemas médicos no revelados.

## Resultados
1. ↑  Un golpe accidental al ojo hizo que Patrick no pudiera continuar.

## Premios de bonificación
Los siguientes luchadores recibieron bonificaciones $50000 dólares:
- Pelea de la Noche: Santiago Ponzinibbio vs. Miguel Baeza
- Actuación de la Noche: Jairzinho Rozenstruik y Marcin Tybura